# Nära livet
Nära livet är en svensk dramafilm från 1958, regisserad av Ingmar Bergman efter manus av Ulla Isaksson.
Filmen utspelar sig på en förlossningsavdelning.

## Om filmen
Filmen belönades för bästa regi (Ingmar Bergman), Ingrid Thulin, Bibi Andersson och Barbro Hiort af Ornäs delade på det kvinnliga skådespelarpriset och Ulla Isaksson fick pris för sitt manuskript vid filmfestivalen i Cannes. Som förlaga har man använt Isakssons novell Det vänliga, värdiga från 1954 som ingår i novellsamlingen Dödens faster. Filmen premiärvisades 31 mars 1958. Förutom Du gamla, du fria, som hörs från en radio i filmen, saknar den helt musik.

## Rollista
- Eva Dahlbeck - Stina Andersson
- Ingrid Thulin - Cecilia Ellius
- Bibi Andersson - Hjördis Pettersson
- Barbro Hiort af Ornäs - Brita, sjuksköterska
- Erland Josephson - Anders Ellius, Cecilias man
- Inga Landgré - Greta Ellius, Anders' syster
- Gunnar Sjöberg - Nordlander, överläkare
- Max von Sydow - Harry Andersson, Stinas man
- Ann-Marie Gyllenspetz - Gran, kurator
- Sissi Kaiser - Mari, sjuksköterska
- Margaretha Krook - Larsson, läkare
- Lars Lind - Thylenius, läkare
- Monica Ekberg - Hjördis väninna
- Gun Jönsson - nattsköterska
- Maud Elfsiö - Maud, sjuksköterskeelev
- Kristina Adolphson - sjukvårdsbiträde
- Gunnar Nielsen - läkare
- Inga Gill - nybliven mor
- Bengt Blomgren - fader med skadat barn

## Filmmusik i urval
- "Du gamla, du fria", text Richard Dybeck